# Letterboxd
Letterboxd ist ein englischsprachiges soziales Online-Netzwerk, das 2011 von Matthew Buchanan und Karl von Randow gegründet wurde. Es wurde als soziale App gestartet, die sich auf den Austausch von Meinungen über und die Liebe zu Filmen konzentriert und von einem kleinen Team in Auckland, Neuseeland, betrieben wird. Die Website ermöglicht es den Nutzern, ihren Filmgeschmack mit anderen zu teilen. Mitglieder können Filmkritiken schreiben oder ihre Meinung zu Filmen äußern, den Überblick darüber behalten, was sie in der Vergangenheit gesehen haben, Sehdaten festhalten, Listen von Filmen erstellen und ihre Lieblingsfilme vorstellen sowie andere Cineasten treffen und mit ihnen interagieren. Filme können bewertet, rezensiert, einem Tagebucheintrag zu einem bestimmten Datum hinzugefügt, in eine Liste aufgenommen und mit relevanten Stichworten versehen werden.

## Geschichte
Anfang 2010 waren die neuseeländischen Webentwickler Matthew Buchanan und Karl von Randow auf der Suche nach einem Projekt, an dem sie neben ihrem Hauptberuf arbeiten konnten. Die Grundidee dafür war ein „Goodreads für Filme“. Letterboxd wurde im Herbst 2011 erstmals bei der Webkonferenz Brooklyn Beta vorgestellt. Am 24. April 2012 wurde sie von der privaten in die öffentliche Beta überführt, und alle Seiten wurden öffentlich sichtbar. Ursprünglich gab es 23 Filme. Die Mitgliedschaft blieb bis zum 8. Februar 2013 auf Einladungen beschränkt, als sie für die breite Nutzung geöffnet wurde. Die Website führte eine abgestufte Struktur mit kostenlosen und kostenpflichtigen Mitgliedschaften ein, die den Zugang zu mehreren Funktionen ermöglichen, einschließlich eines personalisierten Jahresrückblicks (Year in Review). Im September 2020 kündigte Letterboxd eine neue Art der Mitgliedschaft für filmbezogene Organisationen an, von Festivals über Programmkinos bis hin zu Podcasts, um mit Funktionen teilzunehmen, die besser geeignet sind als das individuell ausgerichtete Basisprofil.
Die Nutzerbasis verdoppelte sich im Vergleich zum Vorjahr und lag im Januar 2021 bei über drei Millionen. Im August 2022 waren es 6,5 Millionen, bei 4,4 Millionen monatlichen Besuchern und 800 Millionen monatlichen Seitenabrufen.
Letterboxd Limited nahm kein Wagniskapital an und ist seit 2019 profitabel. 2022 gehörten neun Festangestellte zum Team.
In einem Artikel für The Ringer bezeichnete der Filmkritiker Scott Tobias Letterboxd als „den sichersten Raum für Filmdiskussionen, den wir haben“, und zwar aufgrund des gemeinschaftlichen und diskussionsbasierten Modells inmitten der COVID-19-Pandemie.
Am 15. Mai 2017, sechs Jahre nach dem Start, wurde der 100-millionste Film auf der Website als angesehen markiert. Bis zum 20. Juli 2022 haben die Mitglieder mehr als 1 Milliarde Filme als angesehen markiert. 2022 wurden 227 Millionen Bewertungen von Nutzern abgegeben.
Im September 2023 erwarb Tiny, eine kanadische Holdinggesellschaft mit Sitz in Victoria (British Columbia), eine 60-prozentige Mehrheitsbeteiligung an Letterboxd und bewertete das Unternehmen mit rund 50–60 Millionen US-Dollar. Die Mitbegründer Buchanan und von Randow leiten das Unternehmen weiterhin. Zu diesem Zeitpunkt hatte das Unternehmen zehn Millionen registrierte Nutzer und fast 20 festangestellte Mitarbeiter.

## Funktionalitäten
Jeder kann die Inhalte der Website lesen. Für die Teilnahme ist ein kostenloses Benutzerkonto erforderlich. Alle Mitglieder können Filme bewerten, rezensieren und mit relevanten Stichworten versehen. Sie können Listen mit Filmen führen, die sie gesehen haben oder sehen wollen, und mit anderen Mitgliedern interagieren. Die Listen können öffentlich oder privat zugänglich gemacht werden. Die Bewertung erfolgt nach dem Fünf-Sterne-System, wobei auch halbe Sterne zulässig sind. Ein Follower-Modell ermöglicht es den Mitgliedern, die Aktivitäten anderer auf der Website zu verfolgen und darüber informiert zu werden. Diese Funktionen führen zu einer weiteren interaktiven Ebene neben dem Ansehen von Filmen.
Premium-Mitglieder können sich unter anderem benachrichtigen lassen, wenn ein Film in ihrer Liste bei einem Video-on-Demand-Anbieter erscheint.
Letterboxd ist zusätzlich als mobile App für Android und iOS verfügbar.

## Filmdaten
Alle filmbezogenen Metadaten, die auf der Website verwendet werden, stammen von The Movie Database (TMDB), einer Open-Source-Datenbank. Im September 2019 ging die Website eine Partnerschaft mit JustWatch ein, um den Nutzern die Möglichkeit zu bieten, bei unterschiedlichen Anbietern die Filme, je nach Verfügbarkeit, anzusehen. Im März 2022 ging die Website eine Partnerschaft mit Nanocrowd ein, um den Benutzern „Nanogenres“ und Empfehlungen für ähnliche Filme zu zeigen.